# Lijst van burgemeesters van Sloten (Friesland)
Dit is een lijst van burgemeesters van de voormalige Nederlandse gemeente Sloten (Friesland). De gemeente is op 1 januari 1984 opgeheven en opgegaan in de gemeente Gaasterland-Sloten.
| Ambtsperiode                      | Naam burgemeester                                | Partij of stroming | Bijzonderheden |
| --------------------------------- | ------------------------------------------------ | ------------------ | --- |
| 1711 - 1721                       | Aemilius Bontekoe                                |                    | |
| 1737 - 1742                       | Onno Zwier van Haren                             |                    | |
| 1747 - 1776                       | Durk Jans Faber                                  |                    | Vroedsman (burgemeester en ijzersmid) |
| 1783                              | Pier Freerks Klein                               |                    | |
| 1812,1813                         | Johannes van de Moer (ca.1753-1813)              |                    | maire |
| 1814                              | Johannes Ruardi                                  |                    | Bron: Provinciaal Bestuurlijk Archief van Friesland Toegang 11 Invt. 6624 akte 169 d.d. 29-01-1814 J. Ruardi schrijft in een door hem ondertekend document, ofschoon ik de eerste aanspraak op de Secretarije van Sloten vermeen te hebben uit hoofde ik als secretaris zints de jare 1795 tot den 20 julij 1811 enz. ik heb mij laten overhalen de post van Burgemeester op mij genomen echter in het vooruitzicht van mijn zoon Ruardi Cornelis die reeds de ouderdom van 27 jaren heeft mijn plaats als secretaris zien op te volgen enz. zie ook www.altijdstrijdvaardig.nl |
| 1818                              | G.B. Visser                                      |                    | Aanstelling als Burgemeester 1818 en 1819 Bron; Provinciaal Bestuurlijk Archief van Friesland Toegang 11 Invt. 6682 akte 520 en 6683 akte 15 zie ook www.altijdstrijdvaardig.nl |
| 1823 - 1843                       | Johannes Hylkes Tromp                            |                    | eerst schout |
| 1843 - 1851                       | Anne (A.) Meinesz                                |                    | werd burgemeester van Schoterland |
| 1851 - 1853                       | W. van Nauta Lemke                               |                    | werd burgemeester van Gaasterland |
| 1854 - 1867                       | M.A.M.W. Idzerda (Idserda)                       |                    | |
| 1867 - 1869                       | Sjuck Gerrold van Welderen baron Rengers         |                    | |
| 1869 - 1872                       | Willem Gruno Meijer Andreae                      |                    | |
| 1872 - 1874                       | Eco Haitsma Mulier                               |                    | Werd burgemeester van Utingeradeel en daarna burgemeester van Winterswijk. |
| 1874 - 1875                       | Julius Vitringa Coulon                           |                    | Werd burgemeester van Hennaarderadeel. |
| 1875 - 1876                       | Coert van Dalsen Fontein                         |                    | Werd burgemeester van Barradeel. |
| 1876 - 1885                       | Epeus Anne Reinoud Lichtenvoort Cats             |                    | |
| 1885 - 1889                       | Cyprianus Johannes van der Veen                  |                    | |
| 1889 - 1893                       | Gerrit Nicolaas de With                          |                    | postuum werd zijn familienaam De With veranderd in Van Haersma de With (1961); werd burgemeester van Groenlo |
| 1893 - 1898                       | jhr. Frans Julius Johan van Humalda van Eijsinga |                    | |
| 1898 - 1913                       | O. Greebe                                        |                    | |
| 1913 - 1919                       | Gerard Haitsma Mulier                            |                    | zoon van Eco Haitsma Mulier |
| 1919 - 1940                       | J.H.W. Verkouteren                               |                    | |
| 1940 - 1948                       | Jacob (J.) Bakker                                | CHU                | |
| 1 november 1948 - 1 december 1957 | Ruurd (R.) Alta                                  | CHU                | |
| 1958 - 1972                       | Jalke (J.) Klijnsma                              | CHU                | Vanaf 1971 met ziekteverlof |
| 1971 - 1972                       | Ludolf (L.) Rasterhoff                           | CHU                | waarnemend |
| 1972 - 1979                       | Herman (H.A.) van Zwieten                        | CHU                | |
| 1979 - 1 januari 1984             | Feite (F.) Faber                                 | CHU/CDA            | waarnemend |